# Tour de France 1931
Il Tour de France 1931, venticinquesima edizione della Grande Boucle, si svolse in ventiquattro tappe tra il 30 giugno e il 26 luglio 1931, per un percorso totale di 5 095 km. 
Fu vinto per la prima volta dal passista-cronoman e scalatore francese Antonin Magne (al secondo podio al Tour dopo il terzo posto nell'edizione precedente). 
Si trattò dell'undicesima edizione della corsa che vide il trionfo di un corridore di casa.
Antonin Magne, decimo francese sul gradino più alto del podio di Parigi, terminò le proprie fatiche sulle strade di Francia con il tempo di 177h10'03". 
Al secondo posto della classifica generale si piazzò il passista-cronoman e scalatore belga Jef Demuysere (al secondo ed ultimo podio della carriera nella Grande Boucle dopo il terzo posto ottenuto nell'edizione del 1929). 
La terza posizione della graduatoria generale fu ottenuta dal passista-scalatore italiano Antonio Pesenti (all'unico podio della carriera al Tour).

## Tappe
| Tappa  | Data      | Percorso                              | km    | Vincitore di tappa | Leader cl. generale |
| ------ | --------- | ------------------------------------- | ----- | ------------------ | ------------------- |
| 1ª     | 30 giugno | Parigi > Caen                         | 208   | Alfred Hamerlinck  | Alfred Hamerlinck   |
| 2ª     |           | Caen > Dinan                          | 212   | Max Bulla          | Max Bulla           |
| 3ª     |           | Dinan > Brest                         | 206   | Fabio Battesini    | Léon Le Calvez      |
| 4ª     |           | Brest > Vannes                        | 211   | André Godinat      | Raffaele Di Paco    |
| 5ª     |           | Vannes > Les Sables-d'Olonne          | 202   | Charles Pélissier  | Charles Pélissier   |
| 6ª     |           | Les Sables-d'Olonne > Bordeaux        | 338   | Alfred Hamerlinck  | Raffaele Di Paco    |
| 7ª     |           | Bordeaux > Bayonne                    | 180   | Gérard Loncke      | Raffaele Di Paco    |
| 8ª     |           | Bayonne > Pau                         | 106   | Charles Pélissier  | Charles Pélissier   |
| 9ª     |           | Pau > Luchon                          | 231   | Antonin Magne      | Antonin Magne       |
| 10ª    |           | Luchon > Perpignano                   | 322   | Raffaele Di Paco   | Antonin Magne       |
| 11ª    |           | Perpignano > Montpellier              | 164   | Raffaele Di Paco   | Antonin Magne       |
| 12ª    |           | Montpellier > Marsiglia               | 207   | Max Bulla          | Antonin Magne       |
| 13ª    |           | Marsiglia > Cannes                    | 181   | Charles Pélissier  | Antonin Magne       |
| 14ª    |           | Cannes > Nizza                        | 132   | Eugenio Gestri     | Antonin Magne       |
| 15ª    |           | Nizza > Gap                           | 233   | Jef Demuysere      | Antonin Magne       |
| 16ª    |           | Gap > Grenoble                        | 102   | Charles Pélissier  | Antonin Magne       |
| 17ª    |           | Grenoble > Aix-les-Bains              | 230   | Max Bulla          | Antonin Magne       |
| 18ª    |           | Aix-les-Bains > Évian                 | 204   | Jef Demuysere      | Antonin Magne       |
| 19ª    |           | Évian > Belfort                       | 282   | Raffaele Di Paco   | Antonin Magne       |
| 20ª    |           | Belfort > Colmar                      | 209   | André Leducq       | Antonin Magne       |
| 21ª    |           | Colmar > Metz                         | 192   | Raffaele Di Paco   | Antonin Magne       |
| 22ª    |           | Metz > Charleville-Mézières           | 159   | Raffaele Di Paco   | Antonin Magne       |
| 23ª    |           | Charleville-Mézières > Malo-les-Bains | 271   | Gaston Rebry       | Antonin Magne       |
| 24ª    | 26 luglio | Malo-les-Bains > Parigi               | 313   | Charles Pélissier  | Antonin Magne       |
| Totale | Totale    | Totale                                | 5 095 |                    |                     |

## Squadre e corridori partecipanti
| N.      | Cod.    | Squadra             |
| ------- | ------- | ------------------- |
| 1-8     | BEL     | Belgio              |
| 9-16    | ITA     | Italia              |
| 17-24   | AUS/CHE | Australia/ Svizzera |
| 25-32   | DEU     | Germania            |
| 33-40   | FRA     | Francia             |
| 41      | ESP     | Spagna              |
| 101-140 | -       | Cicloturisti        |

## Resoconto degli eventi
Al Tour de France 1931 parteciparono 81 corridori, dei quali 35 giunsero a Parigi.
Nell'edizione del 1931 fu introdotto l'abbuono per il vincitore di tappa, tre minuti se si arrivava al traguardo con un vantaggio di tre minuti sugli inseguitori.
L'italiano Raffaele Di Paco e il francese Charles Pélissier furono i corridori che vinsero più tappe: cinque ciascuno su un totale di ventiquattro frazioni.
Di particolare rilievo anche il comportamento dell'austriaco Max Bulla, che nonostante partecipasse da indipendente, cioè esterno alle squadre nazionali, vinse tre tappe, vestendo per un giorno la maglia gialla.
Il trionfatore Antonin Magne conquistò alla fine della nona tappa (da lui stesso vinta) la maglia gialla per poi difenderla fino alla fine con successo, per un totale di sedici finali di tappa (tutti consecutivi) da leader su ventiquattro. Egli vincerà un'altra volta la corsa a tappe francese, nel 1934.

## Classifiche finali

### Classifica generale - Maglia gialla
| Pos. | Corridore        | Squadra  | Tempo      |
| ---- | ---------------- | -------- | ---------- |
| 1    | Antonin Magne    | Francia  | 177h10'03" |
| 2    | Jef Demuysere    | Belgio   | a 12'56"   |
| 3    | Antonio Pesenti  | Italia   | a 22'51"   |
| 4    | Gaston Rebry     | Belgio   | a 46'40"   |
| 5    | Maurice Dewaele  | Belgio   | a 49'46"   |
| 6    | Julien Vervaecke | Belgio   | a 1h10'11" |
| 7    | Louis Peglion    | Francia  | a 1h18'33" |
| 8    | Erich Metze      | Germania | a 1h20'59" |
| 9    | Albert Büchi     | Svizzera | a 1h29'29" |
| 10   | André Leducq     | Francia  | a 1h30'08" |